# Acanthops falcata
Espèce
Acanthops falcata est une espèce d'insectes, de  l'ordre des Mantodea, de la famille des Acanthopidae, de la sous-famille des Acanthopinae et de la tribu des Acanthopini.

## Dénomination
- Cette espèce a été décrite par  Carl Stål  en 1877.

## Répartition
Acanthops falcata se rencontre en Argentine, au Brésil, en Équateur, dans les Petites Antilles, à Trinité-et-Tobago, en Colombie, au Mexique et au Panama.